# Petter Hegre
Petter Hegre, född 1969 i Stavanger, är en norsk fotograf, mest berömd för sina foton av nakna kvinnor.
Hegre studerade vid Brooks Institute of Photography i Kalifornien och arbetade i New York med Richard Avedon innan han återvände till hemlandet Norge. Han tilldelades priset "Photographer of the Year 2001" vid den åttonde årliga tävlingen "Erotic prizes" i London. Hegre har publicerat sex böcker och har fått sitt arbete utställt internationellt.
Hegre-Art, den officiella hemsidan, lanserades 2002 som Hegre-Archives. Den genomgick en omfattande förändring i december 2005, vilket sammanföll med namnbytet. Petter Hegre är gift med modellen Luba Shumeyko och de bor en villa i Algarve, Portugal. Han har även en egen ateljé i Paris.

## Böcker av Petter Hegre
- Marketa, 2006: förord av Clifford Thurlow)
- 100 Nude Models, 2006
- 100 Naked Girls, 2004: förord av Clifford Thurlow
- Wild Shaven Angel, 2003
- Luba, 2003: förord av Jack Gilbert
- Russian Lolita, 2002
- My Book, 2000
- My Wife, 2000: medförfattare Svanborg Þórisdóttir